# Tarcísio Nascentes dos Santos
Tarcísio Nascentes dos Santos (ur. 27 lutego 1954 w Niterói) – brazylijski duchowny katolicki, biskup Duque de Caxias od 2012.

## Życiorys
8 grudnia 1978 otrzymał święcenia kapłańskie i został inkardynowany do archidiecezji Niterói. Pracował głównie jako duszpasterz parafialny, był także m.in. wicerektorem seminarium oraz wikariuszem biskupim dla rejonu Niterói-Norte.
11 lutego 2009 papież Benedykt XVI mianował go biskupem diecezji Divinópolis. Sakry biskupiej udzielił mu 18 kwietnia 2009 arcybiskup Alano Maria Pena.
1 sierpnia 2012 został mianowany biskupem ordynariuszem diecezji Duque de Caxias, zaś 3 listopada 2012 kanonicznie objął urząd.